# Cathédrale de Florianópolis

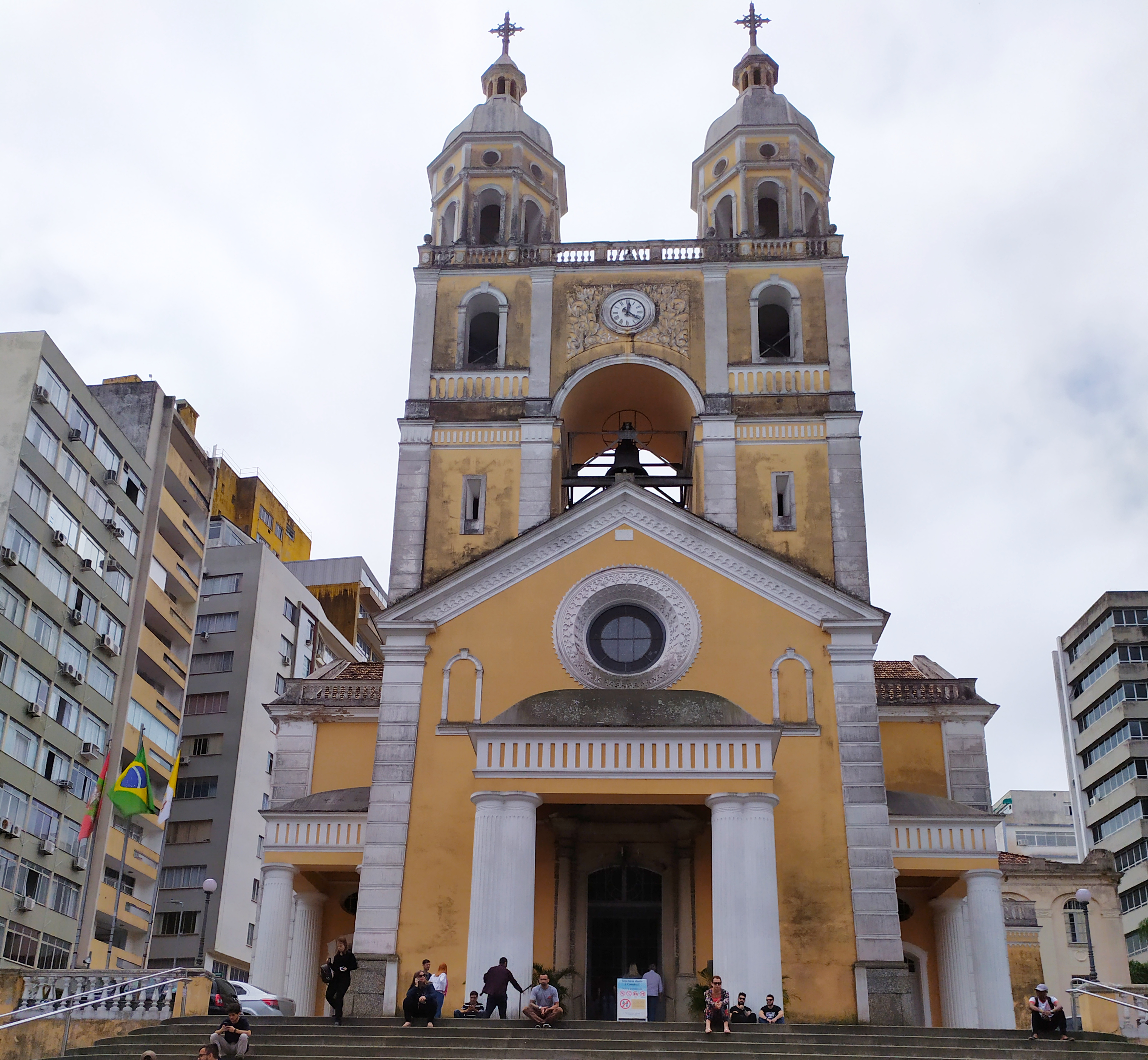
Cathédrale métropolitaine de Florianópolis.

La cathédrale métropolitaine de Florianópolis, consacrée à Notre-Dame de l'Exil (fuite en Égypte), est l'église cathédrale de l'archidiocèse de Florianópolis, depuis la création de celui-ci en 1908. 
Construit entre 1753 et 1773, l'édifice est classé monument historique.

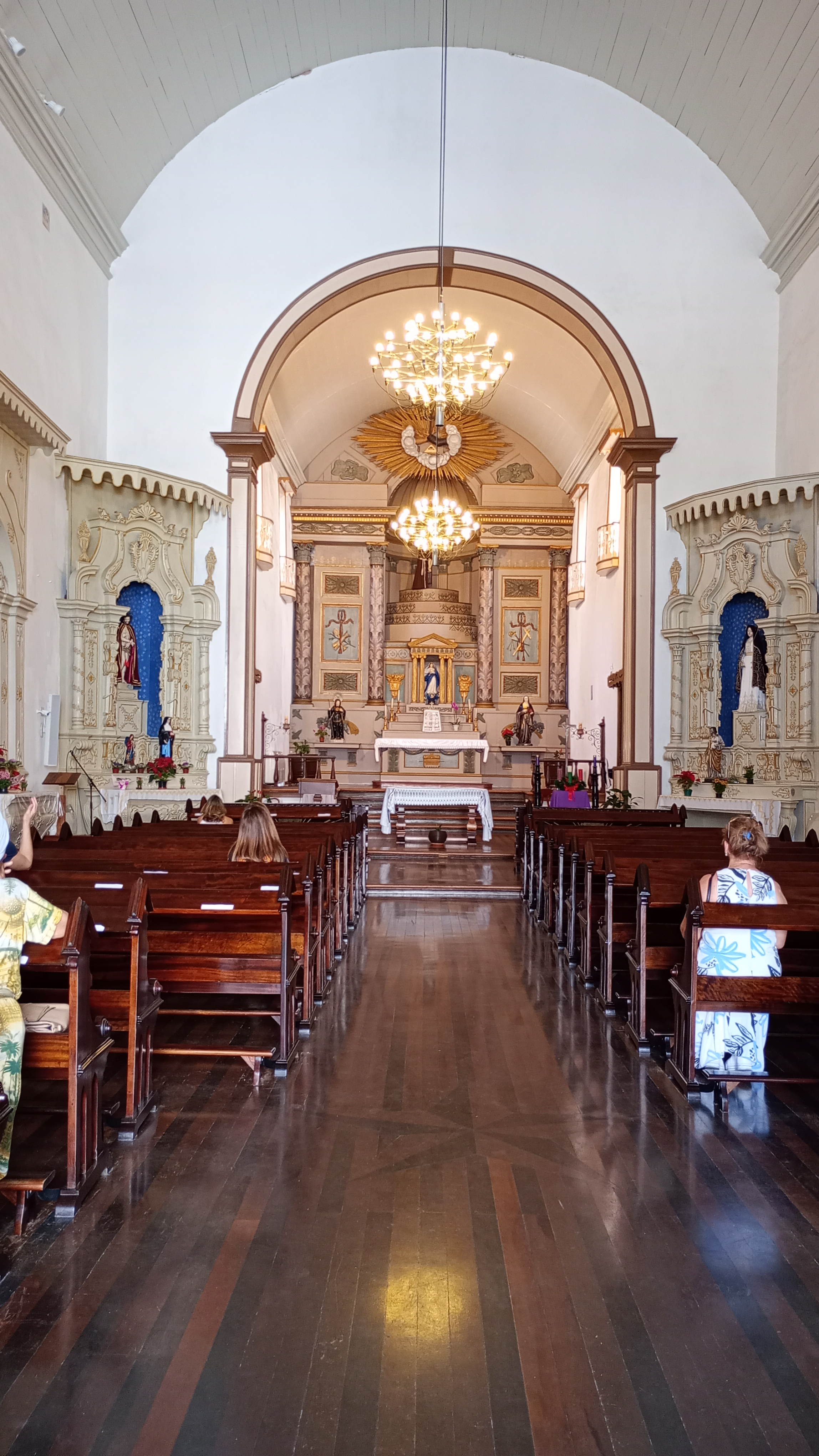
L'intérieur de la cathédrale.